# Ligier
Ligier je francouzský automobilový výrobce, založený bývalým závodníkem a ragbistou Guy Ligierem.
Společnost vstoupila na trh vozem Ligier JS2, silničním závodním automobilem s šestiválcem Maserati, který poháněl i Citroën SM. JS2 byl považován za výborně navržené auto s dobrým poměrem hmotnosti a výkonu. Zajímavé je, že poslední verze Citroënu SM byla vyráběna v továrně Ligieru ve francouzském Vichy. Energetická krize v roce 1973 zapříčinila konec výroby JS2 a Ligier změnil své zaměření na mikrovozy, např. Ligier JS6 s mopedovým motorkem. Dnešní Ligier patří společnosti Piaggio.

## Ligier ve Formuli 1

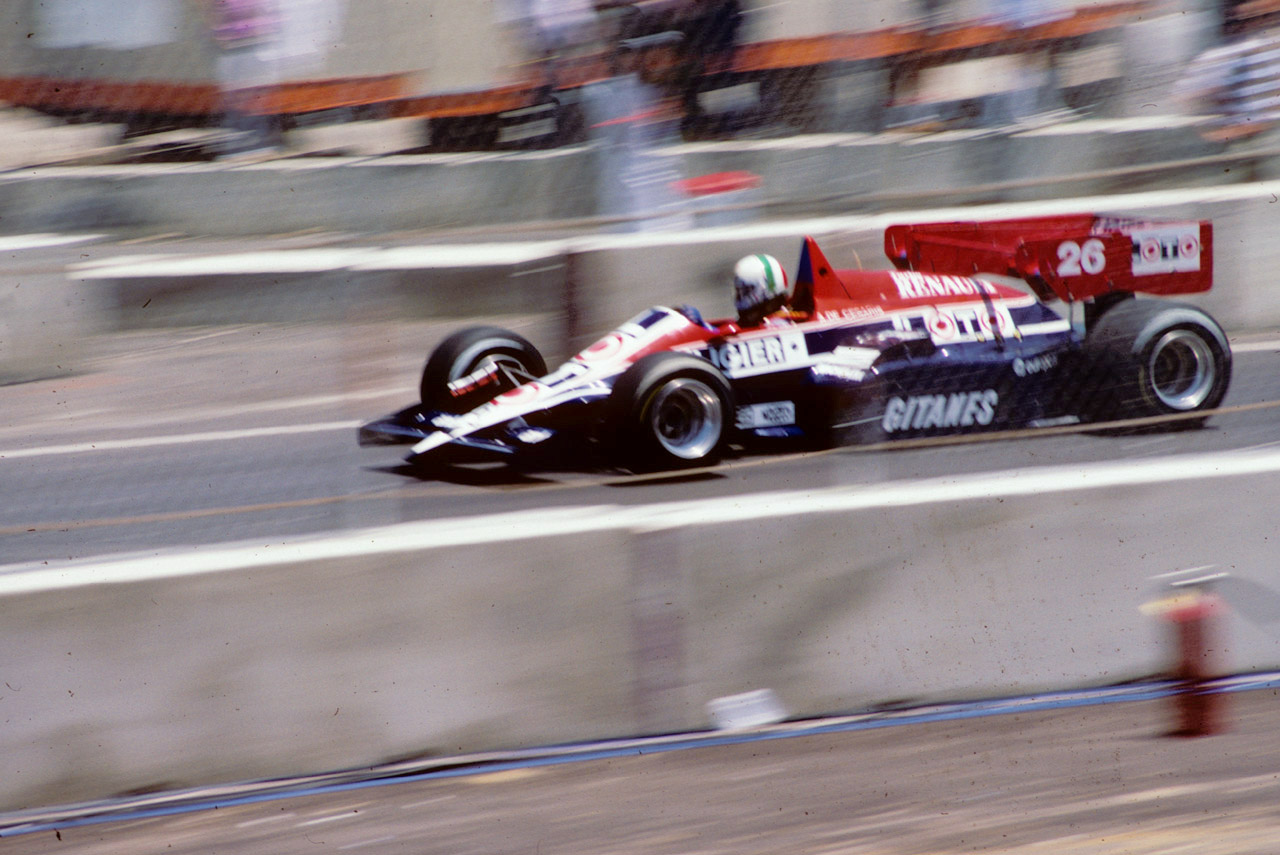
Andrea de Cesaris řídí monopost JS23 ve velké ceně USA 1984.

Ligier je známý především pro svou účast v závodech F1 v letech 1976–1996. V roce 1976 vstoupil do seriálu s dvanáctiválcem Matra, se kterým roku 1977 dokázal Jacques Laffite vyhrát velkou cenu Švédska. Toto vítězství je považováno za první čistě francouzské vítězství ve Formuli 1.
Roku 1979 Ligier ukončil spolupráci s Matrou a vyvinul nový vůz s motorem Cosworth, Ligier JS11. S tímto vozem vyhrál Laffite první dva závody šampionátu. Posléze však Williams a Ferrari nasadili nové, aerodynamicky upravené vozy a zbytek sezóny již nebyl pro Ligier tak úspěšný.
JS11 a jeho následovníci učinili z Ligier jednu z nejúspěšnějších stájí počátku osmdesátých let. Ovšem ačkoli byl tým sponzorován významnými společnostmi jako je Talbot, SEITA, nebo Francaise des Jeux, jeho sláva začala upadat už roku 1982. V roce 1985 se sice podařil menší comeback díky turbo motoru od Renaultu, ale do předních pozic se stáj už nikdy nedostala. Když pak Renault v roce 1986 opustil prostředí sportu, Ligier se ocitl bez stálého dodavatele motorů. Postupně se tak u něj vystřídaly krátkodobé spolupráce s výrobci Alfa Romeo, Megatron, Judd, Ford, Lamborghini a Mugen-Honda.

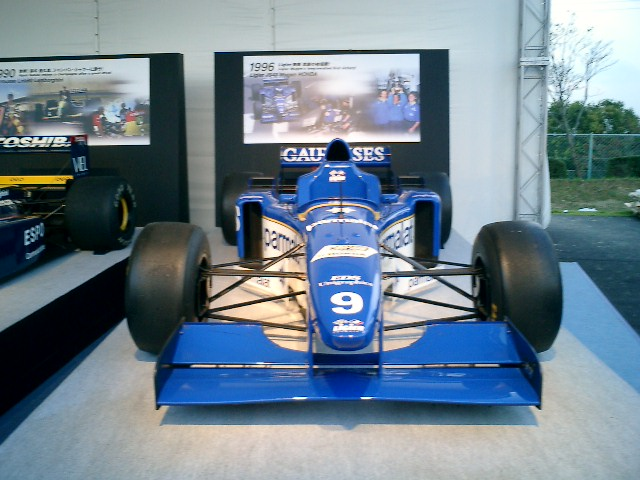
Poslední vůz Ligieru JS43, se kterým Olivier Panis dokázal roku 1996 vyhrát velkou cenu Monaka.

Během posledních let své existence měl Ligier velice malou podporu fanoušků a finanční problémy. Paradoxně byl Ligier v této době úspěšnější než v letech minulých. To se přisuzuje zejména talentu aerodynamika Franka Dernieho, vývojáře slavného Williamse Alana Jonese, který pravidelně porážel Ligier v sedmdesátých letech. Samotný majitel Guy Ligier se ke konci soustředil spíš na svůj osobní profit než na úspěch celého týmu. Byl také známý svými divokými cholerickými výbuchy a aspoň tím tak výrazně přispěl k charakteru dnešní F1. Po další nepovedené sezoně 1992, kdy se Ligieru nedařilo i přesto, že jezdil na stejném motoru jako tehdy dominantní Williams, Guy Ligier prodal stáj Cyrilu de Rouvremu. V dalších čtyřech letech pak dosáhl osmi pódiových umístění, což ostře kontrastuje s neschopností obsadit stupně vítězů v letech 1987–1992.
Monopost JS43 s motorem Mugen-Honda se v roce 1996 ukázal jako solidní vůz, téměř srovnatelný s novými Williamsy. Olivieru Panisovi se s ním dokonce podařilo dosáhnout vítězství ve velké ceně Monaka, ačkoli šlo o závod kde pouze čtyři vozy dokončily plnou vzdálenost.
Po této sezoně byl tým prodán Alainu Prostovi a pro sezonu 1997 se tak přejmenoval na Prost Grand Prix. Ač byla stáj výrazně sponzorována mnoha francouzskými společnostmi, nedokázala se výrazně prosadit a v roce 2002 vyhlásila bankrot.
Tým tradičně používal čísla 25 a 26.

## Ligier JS49 (2005)
V roce 2005 se Ligier vrátil na trh s „gentlemanským“ vozem, sportovním prototypem JS49.

## Ligier a Onorak Automotive
V současnosti Ligier ve spoluráci dál vyvíjí závodní speciály:

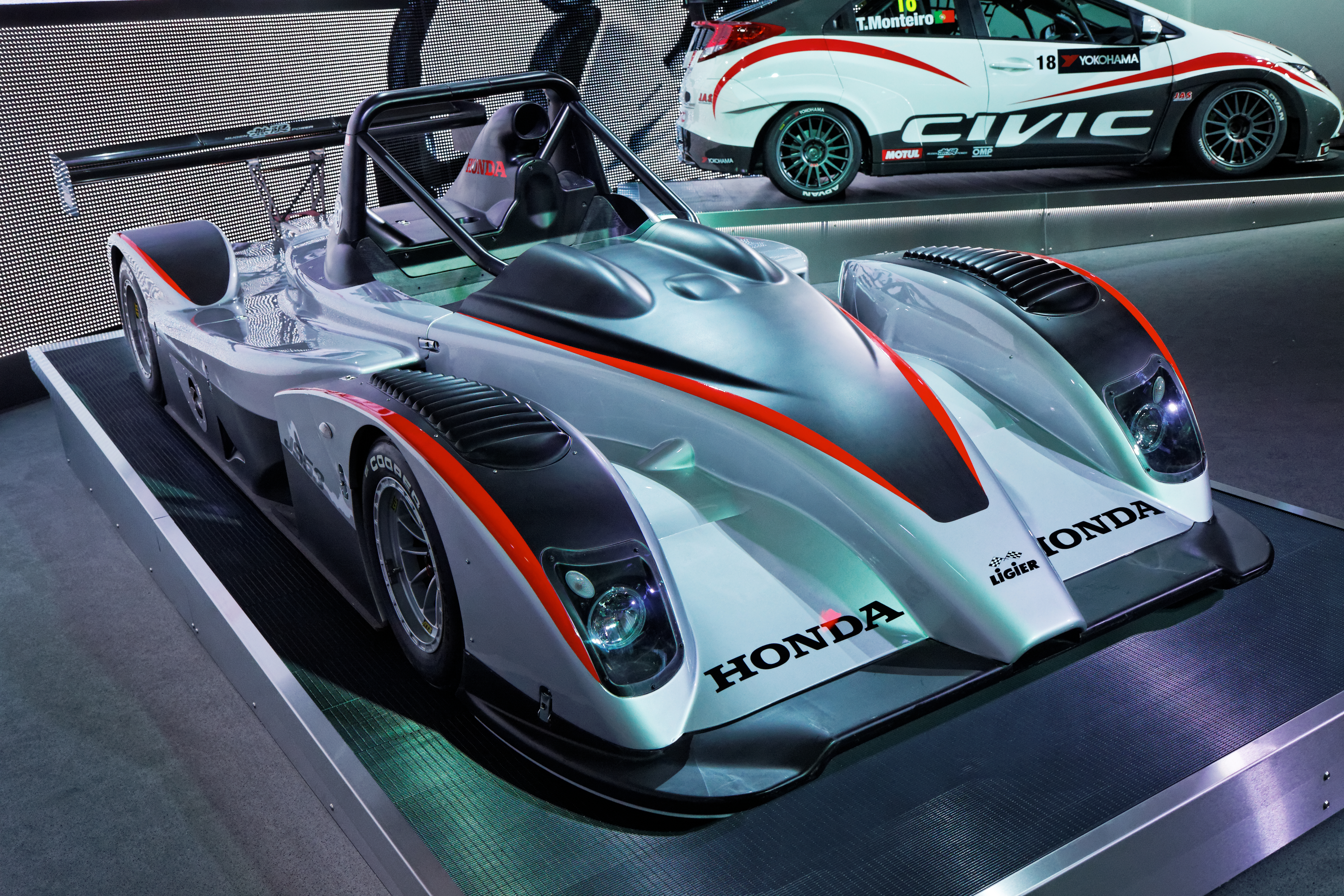

- Ligier JS P217
- Ligier JS P2
- Ligier JSP3
- Ligier JS53 EVO 2

## Současnost
V České republice je firma Ligier od roku 2014 zastoupená modely vozů od 15 let a kategorií vozů pro profesionální využití, Ligier Professional. Kategorii vozů od 15 let zastupují modely Ligier JS50, JS50L a JSRC.

### Současné modely 2025
- Ligier Myli (2023 - aktuální)
- Ligier JS60 (2020 - aktuální)
- Ligier JS50 (2012 - aktuální)
- Ligier JSRC (2012 - 2016)
- Ligier X-Too (2004 - 2010)
- Ligier Nova (2002 - aktuální)
- Ligier Ambra (2001 - 2011)
- Ligier Pulse 3 (2014 - aktuální)
- Ligier Pulse 4 (2013 - aktuální)

Užitkové vozy Ligier Professional jsou v dlouhém a krátkém šasi (L1 a L3) s modely Flex a Be Sun. V naftovém i elektrickém provedení. Opět jsou i pro patnáctileté nebo s řidičským průkazem AM (moped).
Firma Ligier se v současné době zabývá i vývojem dopravních prostředků bez řidiče. Elektromobil s označením EZ10. Na projektu se podílí s firmami Easy Mile a Robotics.

## Galerie

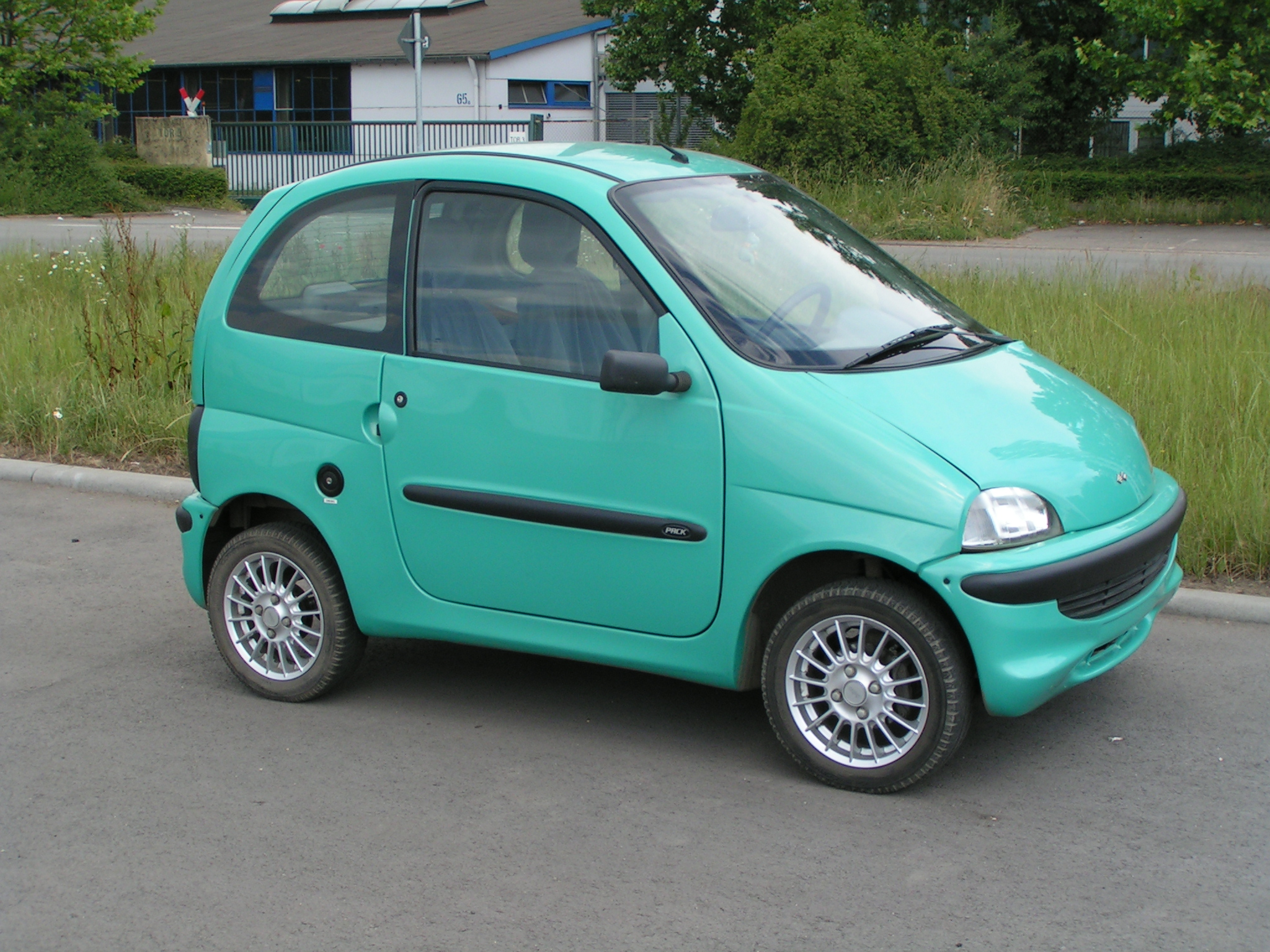
Ligier Nova
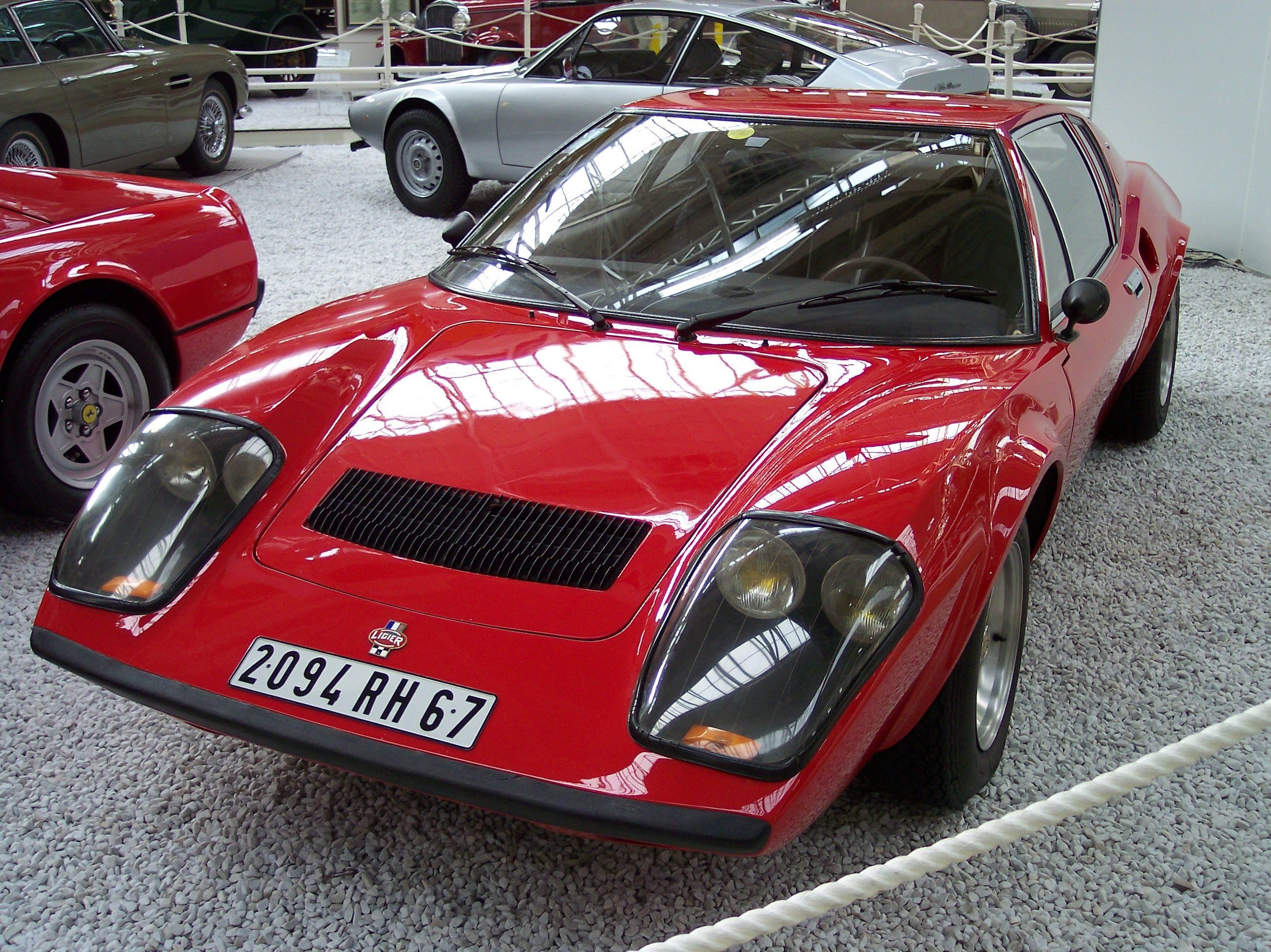
Ligier JS2